# Myers Whittier
Myers Whittier was een warenhuis in Whittier. Het warenhuis was actief van 1905 tot 1976. 

## Geschiedenis
Myers dateert uit ongeveer 1905, toen de broers Lemuel A. en Wilbert S. Myers de Myers Dry Goods Company oprichtten in een winkel met een frontbreedte van 8 meter South Greenleaf Avenue 109. De winkel had destijds vijf personeelsleden.
Vier jaar later, rond 1911, breidde Myers zijn ruimte uit naar een ruimte van 15 meter breed op S. Greenleaf 110-112. In 1920 verhuisde het warenhuis opnieuw naar een nieuwe 930 m² grootte ruimte op North Greenfield 141Al snel werd er uitgebreid; in 1922 verdubbelde het in omvang tot 1.900 m². 
Myers verhuisde in 1955 naar zijn vierde, laatste en grootste locatie in Uptown Whittier, met een oppervlakte van 3.900 m² met parkeergelegenheid voor 90 auto's. Myers gaf de winkel een nieuwe naam: "Myers Whittier". 
In 1972 werd het warenhuis overgenomen door Boston Stores. Na de overname bleef de oorspronkelijke naam in eerste instantie gehandhaafd. Op 2 mei 1974 opende het zelfs een nieuwe winkel in het winkelcentrum Whittwood Center, genaamd "Myers Whittwood". In 1976 veranderde het echter de namen van de twee Whittier-winkels in "Boston Stores".